# Cristian Penilla
Cristian Anderson Penilla Caicedo (ur. 2 maja 1991 w Esmeraldas) – ekwadorski piłkarz występujący na pozycji skrzydłowego, reprezentant kraju, obecnie zawodnik Barcelony SC.

## Kariera klubowa
Penilla jest wychowankiem słynnej akademii młodzieżowej Caribe Junior z miasta Nueva Loja, do której zaczął uczęszczać na treningi jako trzynastolatek. W 2009 roku przeniósł się do zespołu CD Espoli ze stołecznego Quito, gdzie już po upływie kilku miesięcy, w wieku osiemnastu lat, został włączony do pierwszej drużyny przez szkoleniowca Carlosa Calderóna. W ekwadorskiej Serie A zadebiutował 6 lutego 2010 w zremisowanym 1:1 spotkaniu z Olmedo, zaś premierowego gola w pierwszej lidze strzelił 6 marca tego samego roku w wygranej 2:0 konfrontacji z Mantą. Mimo młodego wieku od razu został podstawowym graczem zespołu, lecz na koniec sezonu 2011 spadł z nim do drugiej ligi ekwadorskiej. Sam pozostał jednak w najwyższej klasie rozgrywkowej, dzięki udanym występom przechodząc do ówczesnego mistrza kraju – stołecznego Deportivo Quito. Tam spędził rok bez większych sukcesów, pełniąc niemal wyłącznie rolę rezerwowego, a w trakcie sezonu spędził także kilka miesięcy w rezerwach, dokąd został zesłany przez nowego trenera Nelsona Acostę.
Wiosną 2013 Penilla podpisał umowę z najbardziej utytułowaną drużyną w kraju – Barceloną SC z siedzibą w Guayaquil, gdzie mimo początkowej pozycji rezerwowego niebawem został kluczowym graczem linii pomocy. W sezonie 2014, będąc czołowym zawodnikiem ligi ekwadorskiej, zdobył ze swoim zespołem wicemistrzostwo kraju, a ogółem w barwach Barcelony spędził dwa lata. W styczniu 2015 za sumę sześciu milionów dolarów przeszedł do meksykańskiego klubu CF Pachuca, w którego barwach 17 stycznia 2015 w przegranym 0:1 meczu z Monterrey zadebiutował w tamtejszej Liga MX, natomiast pierwszą bramkę zdobył 11 kwietnia tego samego roku w wygranym 3:2 pojedynku z Pumas UNAM. Mimo sporych oczekiwań nie potrafił sobie wywalczyć miejsca w wyjściowym składzie, wobec czego już po roku na zasadzie sześciomiesięcznego wypożyczenia powrócił do Barcelony SC. Jako podstawowy piłkarz zajął z nią pierwsze miejsce w wiosennej fazie Primera Etapa sezonu 2016.
W lipcu 2016 Penilla powrócił do Meksyku, udając się na wypożyczenie do drużyny Monarcas Morelia.

## Kariera reprezentacyjna
W styczniu 2011 Penilla został powołany przez szkoleniowca Sixto Vizuete do reprezentacji Ekwadoru U-20 na Mistrzostwa Ameryki Południowej U-20. Tam nie potrafił sobie jednak wywalczyć miejsca w składzie, rozgrywając trzy z dziewięciu spotkań (z czego zaledwie jedno w wyjściowej jedenastce). Jego kadra z drugiej pozycji zdołała awansować do rundy finałowej, a tam z kolei zakończyła zmagania na czwartej lokacie, dzięki czemu zakwalifikowała się na Mistrzostwa Świata U-20 w Kolumbii. On sam nie znalazł się jednak w składzie na światowy czempionat.
W seniorskiej reprezentacji Ekwadoru Penilla zadebiutował za kadencji tymczasowego selekcjonera Sixto Vizuete, 10 października 2014 w zremisowanym 1:1 meczu towarzyskim z USA. Już cztery dni później strzelił natomiast premierowego gola w kadrze narodowej, w wygranym 5:1 sparingu z Salwadorem.

## Statystyki kariery

### Klubowe
| Espoli          | 2010      | Ekwador | Serie A | 32  | 3  | – | –       | –       | – | –   | 32  | 3  |
| Espoli          | 2011      | Ekwador | Serie A | 28  | 5  | – | –       | –       | – | –   | 28  | 5  |
| Deportivo Quito | 2012      | Ekwador | Serie A | 12  | 1  | – | –       | –       | – | –   | 12  | 1  |
| Barcelona SC    | 2013      | Ekwador | Serie A | 32  | 6  | – | –       | CL + CS | 3 | 0   | 35  | 6  |
| Barcelona SC    | 2014      | Ekwador | Serie A | 33  | 6  | – | –       | CS      | 4 | 1   | 37  | 7  |
| Pachuca         | 2014–2015 | Meksyk  | Liga MX | 15  | 3  | – | –       | –       | – | –   | 15  | 3  |
| Pachuca         | 2015–2016 | Meksyk  | Liga MX | 13  | 1  | 5 | 0       | –       | – | –   | 18  | 1  |
| Barcelona SC    | 2016      | Ekwador | Serie A | 14  | 7  | – | –       | –       | – | –   | 14  | 7  |
| Morelia         | 2016–2017 | Meksyk  | Liga MX | 0   | 0  | – | –       | –       | – | –   | 0   | 0  |
| Ogółem          |           |         |         |     |    |   |         |         |   |     |     |    |
| Ekwador         | Ekwador   | Ekwador | 151     | 28  | –  | – | CL + CS | 7       | 1 | 158 | 29  |    |
| Meksyk          | Meksyk    | Meksyk  | 28      | 4   | 5  | 0 | –       | –       | – | 33  | 4   |    |
| Ogółem          | Ogółem    | Ogółem  | Ogółem  | 179 | 32 | 5 | 0       | CL + CS | 7 | 1   | 191 | 33 |

Legenda:
- CL – Copa Libertadores
- CS – Copa Sudamericana

### Reprezentacyjne
| Ekwador | Ekwador | 2014   | 2 | 1 | – | – | – | – | – | 2 | 1 |
| Ogółem  | Ogółem  | Ogółem | 2 | 1 | – | – | – | – | – | 2 | 1 |